# Breviárium
A breviárium a zsolozsma számára előírt összes szöveget tartalmazó liturgikus könyv. 
A 10. században még elsősorban szerzetesek használták, a zsolozsma közös végzésében akadályozott szerzetesek számára nyújtott segítséget. Ezekben a kötetekben együtt találhatók az egyébként műfajok szerint különböző könyvekbe írt officiumrészletek. A 13. századtól használja az egyházmegyés papság is.
1223-tól terjedt el a Breviarium secundum ordinem Curiae Romanae, elsősorban a ferencesek munkájának köszönhetően.
A következő típust V. Piusz pápa 1568-as kiadása teremtette meg, s ez maradt meg egészen a 20. századig.
A Liber Liturgiae Horarum az 1972-től használt legújabb változat, mely már a II. vatikáni zsinat hatásait is magán viseli.
1991-ben készült el a Liturgia Horarum magyar fordítása, Az Imaórák Liturgiája. Ma már szinte minden katolikus ennek segítségével tartja az imaórákat.

## Mit tartalmaz
A papok naponta kötelezően elimádkozandó imaóráit tartalmazza. Ma viszont már nem csak papok, hanem világi hívek is imádkozhatják a zsolozsmát (imaórákat), mivel már nem latin, hanem magyar nyelvű.
A következő imaórákat tartalmazza:
1. Olvasmányos imaóra (Matutínum)
2. Reggeli dicséret (Laudes)
3. 3 db napközi imaóra (Délelőtti, Déli, Délutáni; Tertia, Sexta, Nona)
4. Esti dicséret (Vecsernye; Vespera)
5. Befejező imaóra (Completorium)

## Miből állnak az imaórák
- kezdővers
- himnusz
- zsoltározás: antifónával értelmezett zsoltárok, vagy egyéb szentírási részek.
- rövid szentírási olvasmány (Az Olvasmányos Imaóra esetén két hosszabb olvasmány.)
- rövid válaszos ének
- olvasmányos imaórákban ünnepek esetén Te Deum
- evangéliumi kantikum (reggel Benedictus, este Magnificat, befejezéskor Simeon éneke)
- fohászok
- Miatyánk
- záró könyörgés
- befejezés